# کروپسولده
کروپسولده (به هلندی: Kropswolde) یک منطقهٔ مسکونی در هلند است که در هوخه‌زاند-ساپه‌میر واقع شده‌است. کروپسولده ۱٬۷۴۹ نفر جمعیت دارد.